# Свифт, Остин
Остин Кингсли Свифт (род. 11 марта 1992, Рединг, Пенсильвания) — американский актёр и продюсер, снявшийся в таких фильмах, как «Закон ночи» (2016) и «Искусственный интеллект. Доступ неограничен» (2016). Он наиболее известен как младший брат певицы и автора песен Тейлор Свифт, в чьих музыкальных клипах он появлялся или продюсировал. В настоящее время Свифт управляет кинопроектами Тейлор и лицензированием музыки.

## Ранние годы
Остин Кингсли Свифт родился 11 марта 1992 года в больнице Рединг в Уэст-Рединге, штат Пенсильвания. Его отец, Скотт Кингсли Свифт, является финансовым консультантом в Merrill Lynch, а мать, Андреа Гарднер Свифт (в девичестве Финли), в прошлом работала домохозяйкой, а ещё ранее работала руководителем отдела маркетинга взаимных фондов. Его старшая сестра Тейлор Свифт — певица и автор песен. Его бабушка по материнской линии, Марджори Финли, была оперной певицей. Прапрадед Свифта по отцовской линии был итальянским иммигрантом-предпринимателем и общественным деятелем, открывшим несколько предприятий в Филадельфии в 1800-х годах. Свифт переехал из Вайомиссинга, штат Пенсильвания, в Хендерсонвилл, штат Теннесси, со своей семьей в молодом возрасте.

## Образование и карьера
Свифт окончил Университет Нотр-Дам в 2015 году, где изучал кино и играл роли в таких пьесах, как «Мобильный телефон мертвеца» и «Шесть персонажей в поисках автора». Во время учёбы в колледже он перешел в Университет Вандербильта, но в конце концов вернулся в Университет Нотр-Дам для завершения учёбы. Он стажировался в Lionsgate, где в его обязанности входило изготовление и рассылка досмотрщиков. Дебютировал в кино в 2016 году в триллере "Искусственный интеллект " с Пирсом Броснаном в главной роли. Свифт также появлялся в фильмах «Закон ночи», политической драме Мегин Келли «Встраивание», ситкоме « Все ещё король» и «Кавер-версиях» Тодда Бергера. В 2019 году он снялся в инди-фильме Braking for Whales, первоначально называвшемся Whaling, по сценарию Таммин Сурсок и её мужа Шона МакИвена, и в триллере ужасов Мы призываем тьму режиссёра Марка Мейерса.

## Фильмография

### фильмы
| Год  | Заголовок               | Роль     | Заметки    |
| ---- | ----------------------- | -------- | ---------- |
| 2016 | Искусственный интеллект | Лэнс     |            |
| 2016 | Закон ночи              | Мейвезер |            |
| 2018 | Кавер-версии            | Кирк     |            |
| 2019 | Торможение для китов    | Джей Ти  |            |
| 2019 | Мы призываем тьму       | Иван     | Сопродюсер |

### Телевидение
| Год  | Заголовок      | Роль   | Заметки                    |
| ---- | -------------- | ------ | -------------------------- |
| 2017 | Встраивает     | Колин  | 2 серии                    |
| 2017 | Все ещё король | Тайлер | Эпизод: «Витрина Showdown» |

### Клип
| Год     | Заголовок                         | Артист (ы)                              | Роль | Примечания                          | Ref.   |
| ------- | --------------------------------- | --------------------------------------- | ---- | ----------------------------------- | ------ |
| 2009 г. | «The Best Day»                    | Тэйлор Свифт                            | Сам  |                                     | [ 13 ] |
| 2019    | «Christmas Tree Farm»             | Тэйлор Свифт                            | Сам  | [ 14 ]                              |        |
| 2021    | «The Best Day (Taylor's Version)» | Тэйлор Свифт                            | Сам  | [ 15 ]                              |        |
| 2021    | «I Bet You Think About Me»        | Тейлор Свифт с участием Криса Стэплтона | Н/Д  | Как продюсер; режиссёр Блейк Лайвли | [ 16 ] |